# 8737 Такехіро
8737 Такехіро (8737 Takehiro) — астероїд головного поясу, відкритий 11 січня 1997 року.
Тіссеранів параметр щодо Юпітера — 3,174.
Названо на честь Такехіро (яп. たけひろ(武広) такехіро).